# Comté d'Edwards (Kansas)
Pour les articles homonymes, voir Comté d'Edwards.
Le comté d'Edwards est l’un des 105 comtés de l’État du Kansas, aux États-Unis. Il a été fondé le 18 mars 1874. Son siège, et plus grande ville, est Kinsley. Selon le recensement de 2000, la population du comté est de 3 449 habitants.

## Géographie
Le comté a une superficie de 1 611 km2, dont presque tout est de terre.

### Géolocalisation
| Comté de Hodgeman | Comté de Pawnee |                   |
|                   | Comté d'Edwards | Comté de Stafford |
| Comté de Ford     | Comté de Kiowa  | Comté de Pratt    |